# Shizhuang (köpinghuvudort i Kina, Jiangsu Sheng, lat 31,92, long 120,02)
Shizhuang är en köpinghuvudort i Kina. Den ligger i provinsen Jiangsu, i den östra delen av landet, omkring 120 kilometer öster om provinshuvudstaden Nanjing. Antalet invånare är 55 154. Befolkningen består av 28 508 kvinnor och 26 646 män. Barn under 15 år utgör 13,0 %, vuxna 15-64 år 70 %, och äldre över 65 år 16,0 %.
Runt Shizhuang är det mycket tätbefolkat, med 2 103 invånare per kvadratkilometer. Närmaste större samhälle är Changzhou, 17,4 km söder om Shizhuang. Trakten runt Shizhuang består till största delen av jordbruksmark.
Genomsnittlig årsnederbörd är 1 390 millimeter. Den regnigaste månaden är juli, med i genomsnitt 250 mm nederbörd, och den torraste är januari, med 38 mm nederbörd.